# Filharmonia Śląska im. Henryka Mikołaja Góreckiego
Filharmonia Śląska im. Henryka Mikołaja Góreckiego – instytucja kulturalna działająca w Katowicach, założona w 1945 roku.

## Historia
Filharmonia Śląska, w której pierwszy koncert odbył się 26 maja 1945, od pierwszych dni istnienia działała bardzo intensywnie na rzecz upowszechnienia muzyki, organizując wiele koncertów, także poza swą siedzibą.
Z czasem jej orkiestra osiągnęła bardzo wysoki poziom artystyczny. Grali z nią najwybitniejsi soliści (m.in. Witold Małcużyński, Igor Ojstrach, Swiatosław Richter, Adam Taubitz, Wojciech Waleczek), dyrygowali świetni dyrygenci. Sala przy ulicy Sokolskiej jest od dziesięcioleci jednym z najważniejszych przybytków życia kulturalnego na Śląsku.
W 2011 r. nadano jej imię Henryka Mikołaja Góreckiego.

## Dyrektorzy
Pierwszym dyrektorem artystycznym filharmonii był Anatol Zarubin, trzecim z kolei (w latach 1949–1953) Stanisław Skrowaczewski. Wiele lat dyrektorem FŚ i jej dyrygentem był prof. Karol Stryja, który był inicjatorem Międzynarodowego Konkursu Dyrygenckiego im. Grzegorza Fitelberga, prowadzonego przez Filharmonię Śląską. W latach 2001–2013 dyrektorem naczelnym Filharmonii Śląskiej była Grażyna Szymborska. Od 3 grudnia 2013 do 8 listopada 2018 roku dyrektorem Filharmonii Śląskiej im.
Henryka Mikołaja Góreckiego był prof. Mirosław Jacek Błaszczyk. Obecnie funkcję dyrektora pełni Adam Wesołowski.

## Działalność i projekty
Od 2008 roku Filharmonia Śląska pod przewodnictwem Orchestre de Picardie (Amiens, Francja) oraz Jenaer Philharmonie (Jena, Niemcy), Štátny komorný orchester Žilina (Żylina, Słowacja), Simfonični orkester RTV Slovenija (Lublana, Słowenia) i Filharmonie Bohuslava Martinů (Zlin, Czechy) współdziałają w ramach europejskiego projektu An Orchestra Network for Europe – ONE step further. W 2011 roku Agencja Wykonawcza ds. Edukacji, Kultury i Sektora Audiowizualnego (EACEA) ogłosiła listę nowych projektów wybranych do finansowania przez UE. Akceptację zyskał nowy projekt An Orchestra Network for Europe – ONE goes places. Do projektu dołączyła holenderska Het Brabant Orkest, a partnerem stowarzyszonym została New Syphony Orchestra z Sofii. Nazwa ONE – an Orchestra Network for Europe została zastrzeżona prawnie i jest znakiem handlowym przypisanym projektowi. Od 2013 realizowany jest ze Stowarzyszeniem Pro Bono Musicae pierwszy polski projekt mistrzowskiej edukacji muzycznej w historii unijnego Programu Operacyjnego Kapitał Ludzki.
Filharmonia Śląska jest też wydawcą kilku książek i albumów oraz współproducentem filmu Karol Stryja. Ślązak, który zdobył świat (reż. Violetta Rotter-Kozera).
W latach 2010–2013 przeprowadzono remont siedziby filharmonii przy ulicy Sokolskiej.

## Siedziba Filharmonii Śląskiej
Budynek, w którym mieści się Filharmonia Śląska, powstał w 1873 przy ówczesnej Karlsstraße 2 (obecnie Sokolska). Budynek sąsiadował z obiektami browaru, którego pierwotnymi właścicielami byli von Thiele-Winkler, a następnie A. Bettmann. Browar działał do 1918 roku. Budynek został wzniesiony w stylu neoklasycyzmu. Poza mieszkaniami w budynku mieściła się sala o nazwie Reichshalle, a później też restauracja. Sala ta służyła życiu towarzyskiemu i kulturalnemu Katowic. W sali tej występował chór Oskara Meisnera. W sali koncertowali liczni artyści. 27 października 1901 r. koncertował Ignacy Paderewski. Przemawiał tu też Wojciech Korfanty. W latach 1922–1937 budynek był siedzibą Związku Powstańców Ślaskich. W czasie drugiej wojny światowej, w 1943 r., następuje przebudowa obiektu. Dobudowano balkon z prawej strony, przebudowano scenę i podscenię, przebudowano całkowicie frontową klatkę schodową. Budynek został przeznaczony na filharmonię. Kolejny remont przeprowadzono w 1979 roku. W 1992 budynek został wpisany do rejestru zabytków klasy A pod numerem A/1460/92. Kolejny remont powiązany z rozbudową obiektu został przeprowadzony w latach 2010 do 2014. Po rozbudowie powierzchnia użytkowa wzrosła z 3186 m² do 5252 m². Sala wzbogaciła się o 36 głosowe organy firmy Karl Schuke Berliner Orgelbauwerkstatt GmbH, poprzedni 40-głosowy instrument firmy Berschdorf przekazany został Salezjańskiej Szkole Organistowskiej w Zabrzu.

## Galeria

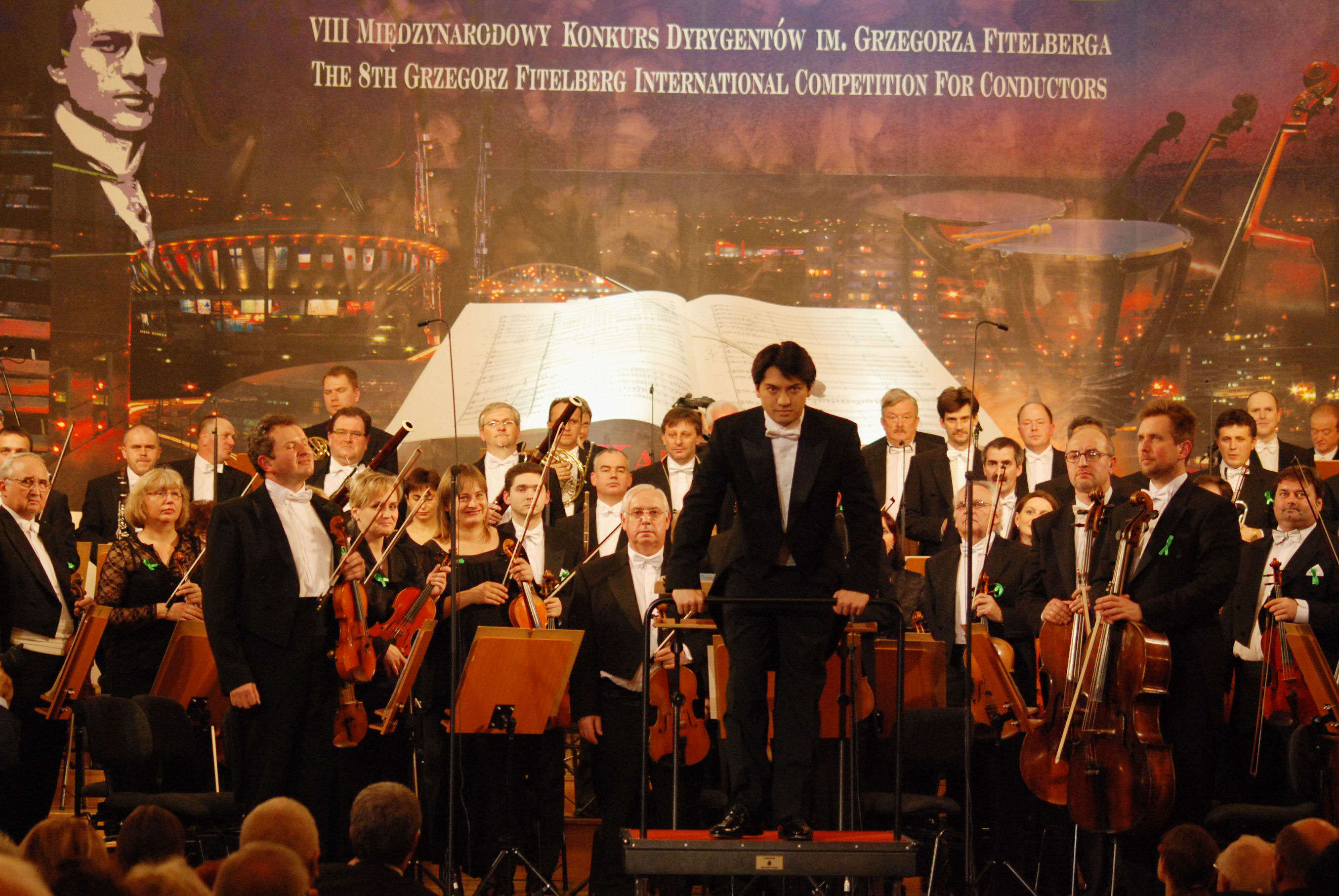
Wnętrze Filharmonii Śląskiej w Katowicach podczas VIII Międzynarodowego Konkursu Dyrygentów im. Grzegorza Fitelberga (2007)
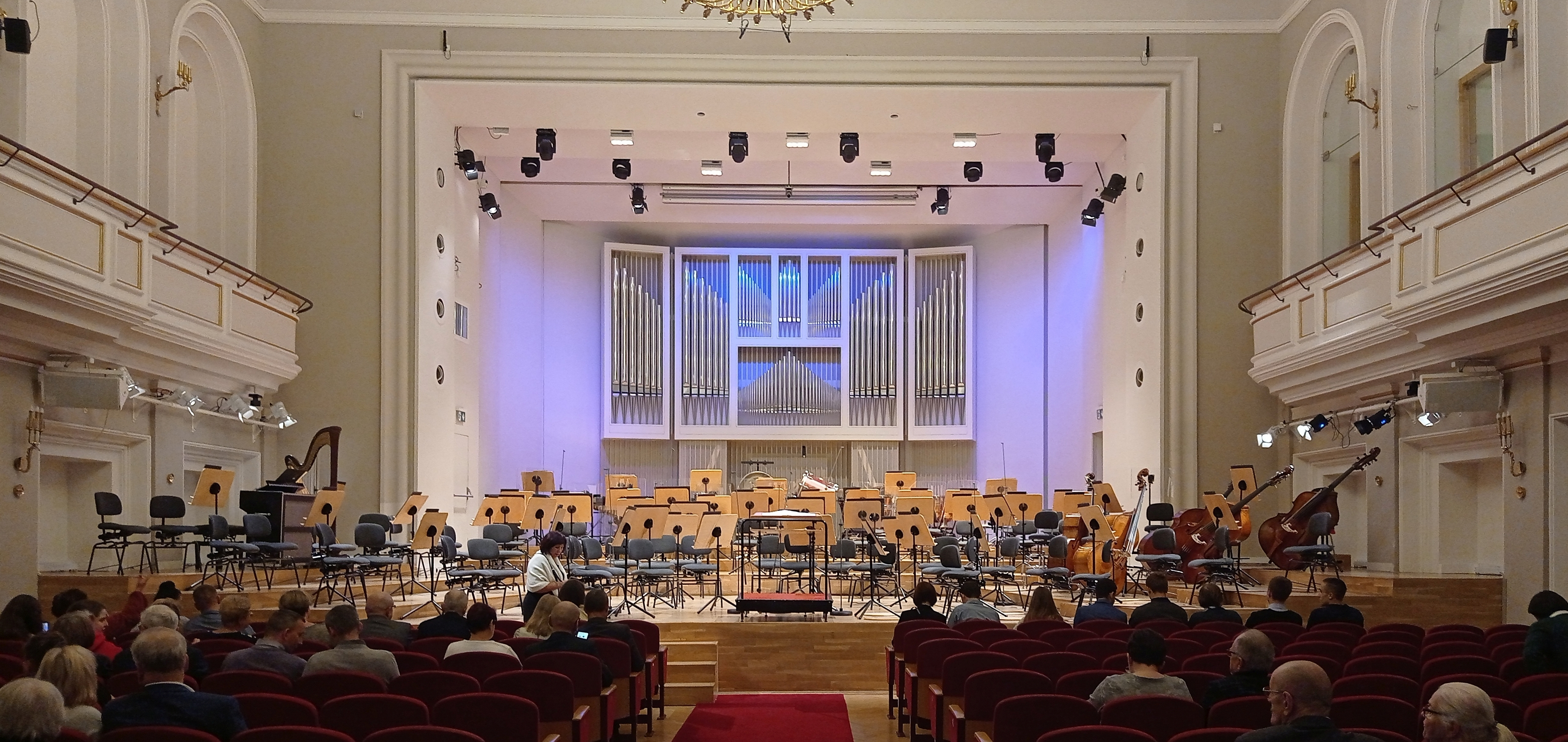
Wnętrze (2024)
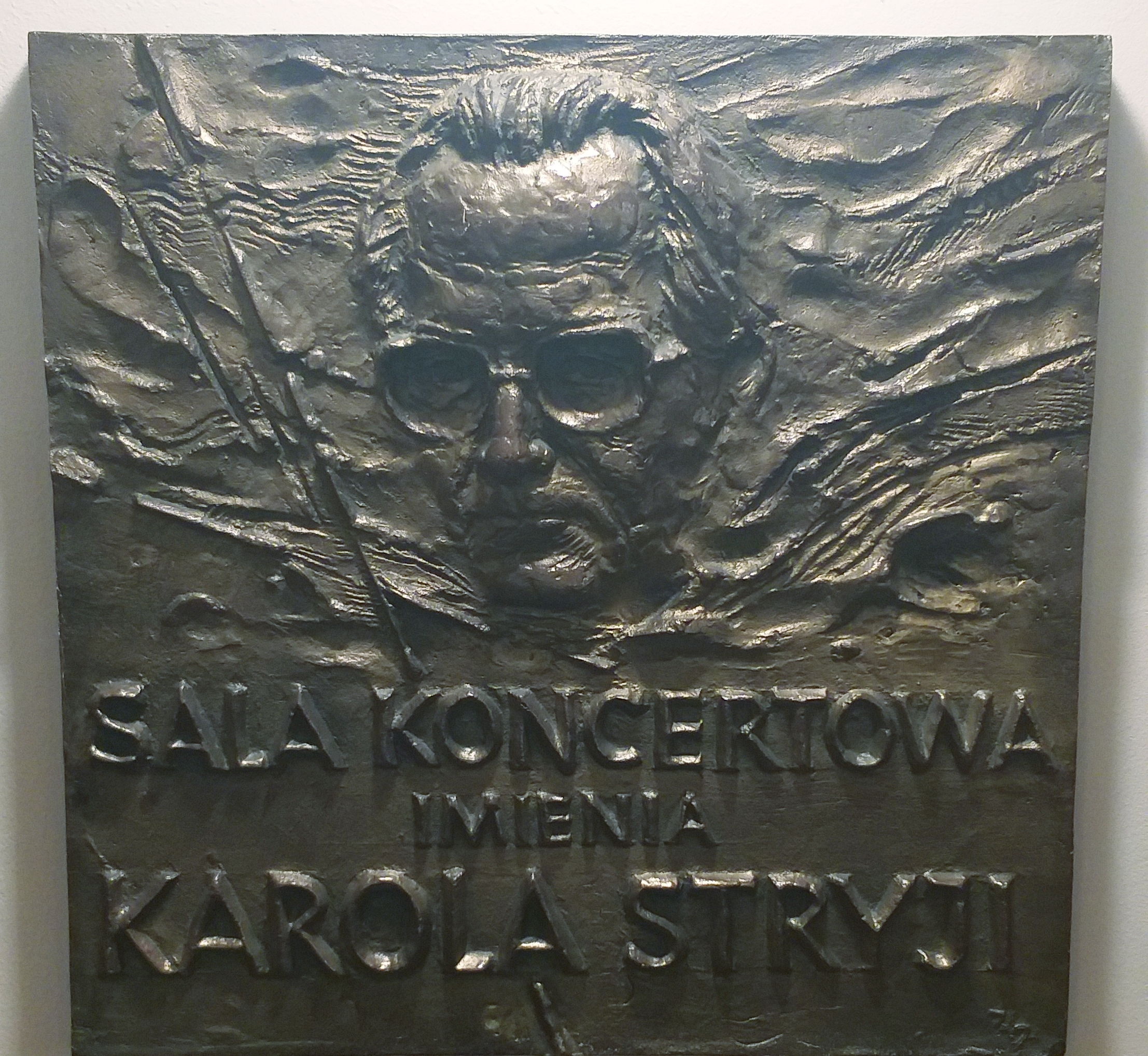
Karol Stryja – rzeźba w Filharmonii Śląskiej
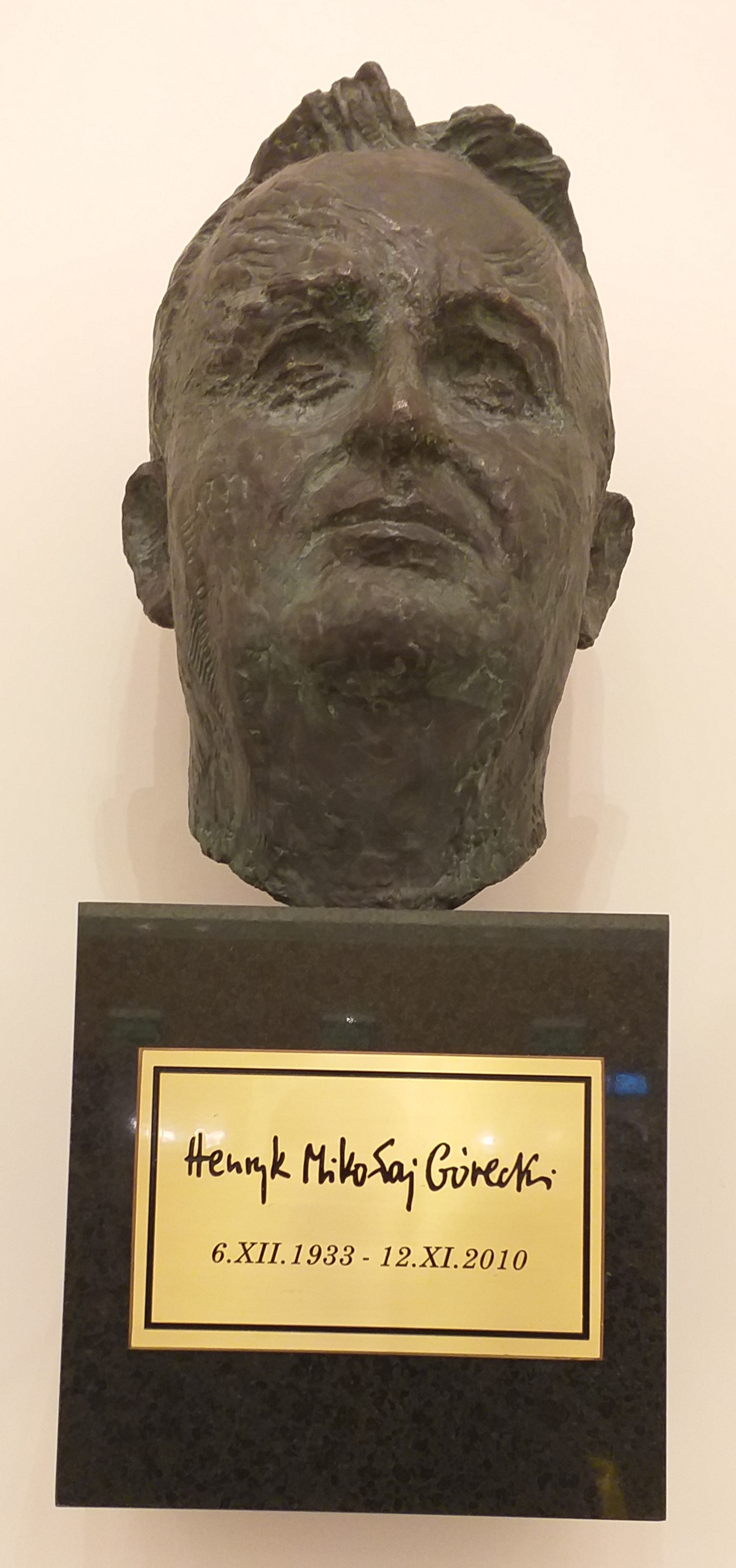
Henryk Mikołaj Górecki – rzeźba w Filharmonii Śląskiej